# Taifa de Toledo
A Taifa de Toledo ou Reino de Toledo foi uma das taifas de Alandalus que surgiu da decomposição do Califado de Córdova a 22 de julho de 1035. Finalizou com a conquista cristã em 1085.

## O reino taifa
Toledo conservava a sua auréola de ter sido capital visigoda, que os árabes perpetuaram chamando-a de Almedina Almuluque (madinat al-muluk). Teve grande importância estratégica como capital da Marca Média, podendo manter frente de Córdova uma dependência relativa até o século do Califado. Independizada durante as guerras civis de começos do século XI, apropriaram-se do poder alguns personagens da cidade, entre eles o cádi Abu Bala Iais ibne Maomé e alguns outros, entre os quais citam as fontes também a um ibne Maçarra, a um Abderramão e a Abedal Maleque ibne Matio. Possivelmente descontentes os toledanos com os desacordos entre eles e, em especial, do mau governo deste último, decidiram oferecer o governo da taifa ao senhor de Santaver, Abderramão ibne Dulnum, que enviou o seu filho Ismail al-Zafir para se encarregar do poder por volta de 1035.
Os dilnunidas eram uma família berbere da tribo hawwara, chegados à Península na época  da conquista islâmica. Estabeleceram-se na cora de Santabariyya ou Santaver e, no processo de arabização dos séculos VIII-X, mudaram o nome da sua etnia berbere de Zennun arabizando-a para Banu Diz-l-Nun. Durante esse tempo foram uma das linhagens mais destacadas da Marca Média, citadas pelas fontes pelos seus alçamentos frente ao poder do emirado e pelas suas alternativas submissões.
Voltaram à sua autonomia com a decadência do Califado durante o primeiro decênio do século XI: então, possivelmente, Abderramão ibne Dilnum conseguiu que o califa Solimão Almostaim (r. 1009/10–1013/16) lhe outorgasse a nomeação de senhor de Santaver, Huete, Uclés e Cuenca, levando o título de Nácer Adaulá. Este Abderramão confiou em 1018 ao seu filho Ismail o governo de Uclés e depois enviou-o para Toledo.

## Apogeu
O território da Taifa de Toledo coincidia com as atuais províncias de Toledo, Cidade Real, o norte de Albacete, Cáceres, Guadalajara (até a fronteira com as terras saragoçanas em Medinaceli), Madrid até a Serra de Guadarrama e Cuenca.
Ismail al-Zafir foi o primeiro monarca desta linhagem até 1043, lutando contra os cordoveses para manter a independência. Logo reinou Almamune de Toledo, quem solicitou a ajuda de Fernando I de Leão e Castela contra Solimão ibne Hude Almostaim de Saragoça; vinte anos mais tarde, os toledanos, atacados por Fernando, compraram a sua tranquilidade mediante o pagamento de párias.
Atacado pela sua vez Abedal Maleque ibne Abdalazize Almançor, régulo de Valência de 1061, preferiu pedir auxílio a Almamune de Toledo antes que aceitar o controlo castelhano, mas o rei de Toledo aproveitou para depor o valenciano e anexar a taifa de Valência em 1064, com a aquiescência de Fernando I.
Toledanos e sevilhanos visavam a unir os seus domínios a antiga capital do califado, que seria agregada à Taifa de Sevilha em 1070. O novo rei, Afonso VI, seguiu uma política de apoio a todos contra todos no seu exclusivo benefício: com a ajuda de Almutâmide de Sevilha derrotou o granadino Abedalá e obrigou-o a pagar párias (1074), ao mesmo tempo que apoiava a Almamune de Toledo para que ocupasse a Taifa de Córdova em 1075.
Almamune de Toledo tornou-se assim no rei mais importante da Taifa de Toledo, que em 1075 incluía Córdova e Valência. Esse mesmo ano foi envenenado em Córdova e o seu neto Alcadir assumiu o governo de Toledo.

## Fim do domínio muçulmano
Alcadir em 1075, considerava-se bastante forte nos seus domínios de Toledo—Córdova—Valência como para prescindir do castelhano e expulsou de Toledo os partidários da colaboração—submissão com os cristãos; mas estes provocaram uma revolta em Valência, que se declarou independente sob o comando de Abdalazize, e Toledo, sem o apoio de Castela, perdeu as terras cordovesas em 1077, bem como as províncias do sul da região, e viu atacado o seu território por Mutavaquil da taifa de Badajoz.
Alcadir ficou, pois, forçado a pedir novamente a ajuda castelhana sem o apoio de uma grande parte da da população: por um lado estavam os muçulmanos, que eram partidários de uma ruptura da aliança com Castela, e uma aproximação aos outros reinos muçulmanos, e por outro, os moçárabes e judeus, partidários da aliança com Castela e, inclusive da anexação. Assim Mutavaquil de Badajoz entrou na cidade em 1080, enquanto Alcadir refugiava-se em Cuenca.
Alcadir recuperou o trono em 1081 já que Afonso VI decidiu ajudar-lhe a recuperar as terras toledanas e valencianas em troca de que Valência fosse para Alcadir e Toledo para Afonso VI.
Perante este acordo, os toledanos opostos à colaboração de Afonso VI - Alcadir (os muçulmanos) solicitaram o apoio de Amade Almoctadir de Saragoça, Almutamide de Sevilha e Mutavaquil de Badajoz; enquanto outra parte da da população, cansada das contínuas guerras (moçárabes e judeus), aceitava a entrega de Toledo a Afonso VI, contanto que este simulasse tomá-la pela força, para evitar que os toledanos fossem acusados de atraiçoar a causa muçulmana, conscientes da perda de prestígio que suporia para o Islão a cessão de Toledo.
O cerco da cidade não impediu Afonso VI atacar as taifas de Saragoça, Valência e Sevilha, e a 6 de maio de 1085, após quatro anos de "assédio", Toledo rendia-se pacificamente, após obterem os muçulmanos garantias de que se respeitariam as suas pessoas e bens e de que lhes seria permitido seguir em posse da mesquita maior. Pela sua vez, os toledanos comprometiam-se a abandonar as fortificações e o alcácer.

## Domínio cristão
A 25 de maio de 1085, Afonso VI de Leão e Castela entrou na cidade. Naquele momento, o reino de Leão e Castela, considerado o herdeiro do Reino Visigótico, tinha a intenção de recuperar para si a capital do antigo Reino Visigótico. A conquista da cidade de Toledo implicou uma inversão das forças entre cristãos e muçulmanos na Península, o qual levaria finalmente à conquista almorávida das taifas após solicitar estas a sua intervenção como último recursa frente do poderio cristão.

### Livros
- Izquierdo Benito, Ricardo (coord); Castilla-La Mancha medieval: II Etapa de dominio Musulmán (siglos VIII-XI) pp. 37–72 Izquierdo Benito, Ricardo,  nomeadamente La taifa de toledo. pp. 66–72. 2002 Almud, Ed. de Castilla-La Mancha ISBN 84-932833-1-2
- Clara Delgado Valero: Regreso a tulaytula: Guía del Toledo islámico: siglos VIII-XI. 1999. Junta de Comunidades de Castilla-La Mancha, ISBN 84-7788-201-0 ISBN 978-84-7788-201-5
- Viguera, María Jesús; Los reinos de Taifas. 2007. RBA Coleccionables. ISBN 84-473-4815-6 (pp. 53–58)

### Revistas
- Boloix Gallardo, Bárbara.La taifa de Toledo en el siglo XI: Aproximación a sus límites y extensión territorial. Tulaytula: Revista de la Asociación de Amigos del Toledo Islámico, ISSN 1575-653X, Nº. 8, 2001, pags. 23-57[3]
- David J. Wasserstein: The emergence of Taifa Kingdom of Toledo. Al-qantara: Revista de estudos árabes, ISSN 0211-3589, Vol. 21, Fasc. 1, 2000, pags. 17-56
- Valero Herrera Ontañón, Bernabé Cabañero Subiza: La casa palacio del Temple de Toledo: Un monumento taifa recientemente recuperado.. Artigrama: Revista do Departamento de História da Arte da Universidade de Saragoça, ISSN 0213-1498, Nº 15, 2000, pp. 177–230
- José Aguado Villalba: La cerámica taifa en Toledo. Revista del Instituto Egipcio de Estudios Islámicos, ISSN 1132-3485, Nº. 30, 1998 (Exemplar dedicado a: As cidades do Andalus: Toledo), pp. 45–92